# Gäubahn
| 1874 | 1879 | 1933 |

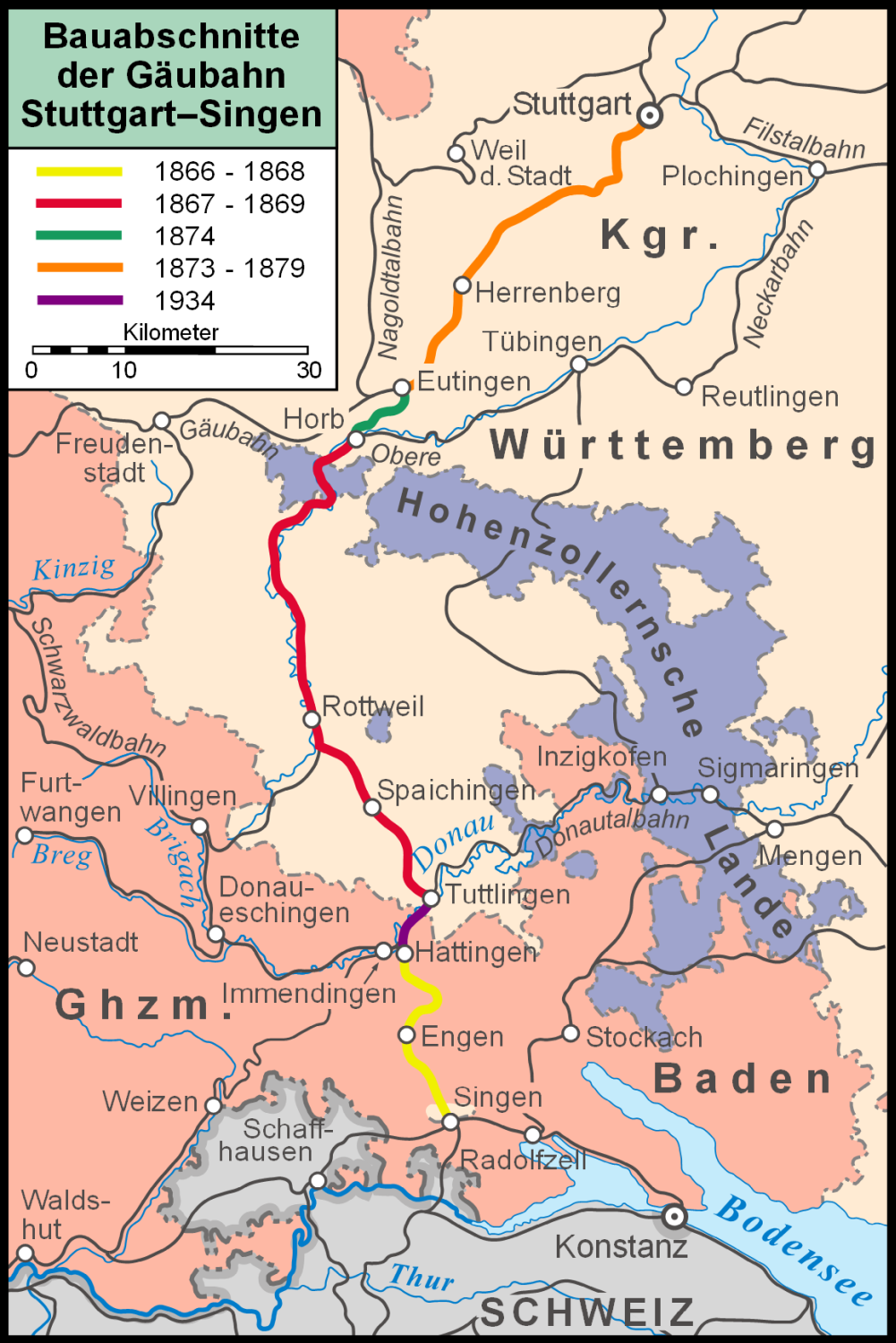
Verlauf und Entstehungsgeschichte der Gäubahn

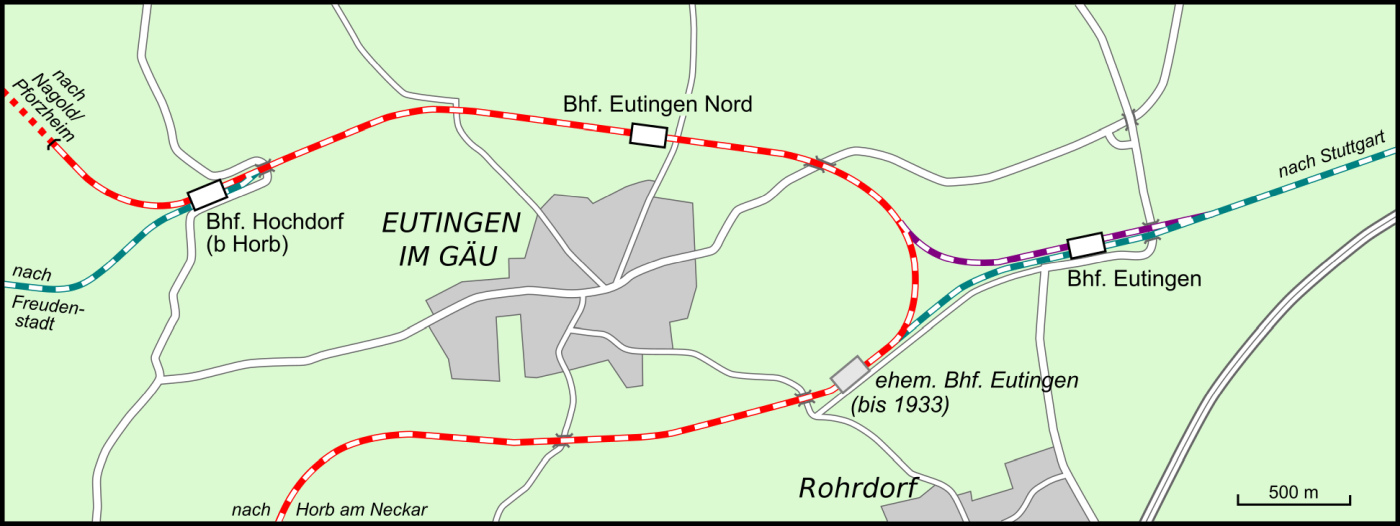
Baugeschichte der Bahnstrecken rund um Eutingen im Gäu

Als Gäubahn wird die heutige Kursbuchstrecke 740 der Deutschen Bahn von Stuttgart nach Singen (Hohentwiel) beziehungsweise Freudenstadt bezeichnet. Sie setzt sich aus der Bahnstrecke Stuttgart–Horb (Streckennummer 4860), dem Abschnitt Horb–Tuttlingen der Bahnstrecke Plochingen–Immendingen (4600), der Bahnstrecke Tuttlingen–Hattingen (4661), dem Abschnitt Hattingen–Singen (Hohentwiel) der Schwarzwaldbahn (4250) und dem Abschnitt Eutingen im Gäu–Freudenstadt der Bahnstrecke Eutingen im Gäu–Schiltach (4880) zusammen. 

## Hintergrund
Historisch stand die Bezeichnung Gäubahn, auch Gäu-Bahn geschrieben, nur für die 1879 eröffnete Verbindung Stuttgart–Freudenstadt. In den 1930er Jahren dehnte sich der Begriff dann auch auf den Abschnitt Eutingen im Gäu–Horb aus, welcher vormals zur Nagoldtalbahn gezählt wurde. Ab den 1950er Jahren bürgerte sich der Ausdruck schließlich auch für den Abschnitt von Horb nach Singen (Hohentwiel) ein, bevor die Deutsche Bahn ihn spätestens ab 1981/82 auch offiziell in den Überschriften der entsprechenden Kursbuchtabellen verwendete. Ihr Name wird von den verschiedenen Gäulandschaften hergeleitet, die sie durchquert: das Korngäu, das bei Herrenberg in das Obere Gäu übergeht, und schließlich bei Eutingen im Gäu das Schlehen- und das Heckengäu.
Die Achse Stuttgart–Singen (Hohentwiel) ist Teil des Gesamtnetzes des Transeuropäischen Verkehrsnetzes.

## Rezeption
In Stuttgart-Nord ist seit 1915 die parallel zur Trasse führende Gäubahnstraße nach dieser benannt.